# Палестинская диаспора
Палестинская диаспора (араб. الشتات الفلسطيني‎ al-shatat al-filastini) — часть более широкой арабской диаспоры, палестинцы, живущие за пределами Палестины.

## История
Палестинцы имеют долгую историю миграции. Например, мастера по производству шелка из Тверии упоминаются в налоговых отчетах Парижа XIII века. Однако первая крупная волна эмиграции арабских христиан из Палестины началась в середине XIX века; факторы, стимулирoвавшие эмиграцию, включали поиск экономических возможностей, попытки избежать принудительной военной службы и локальные конфликты, такие как гражданский конфликт 1860 года в Горном Ливане и Дамаске.

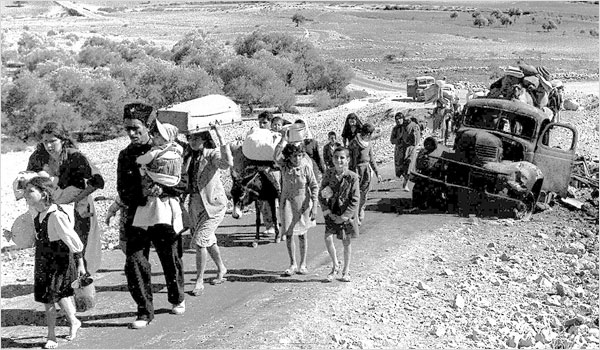
Палестинские беженцы войны 1948 года.

После арабо-израильской войны 1948 года палестинцы пережили несколько волн изгнания и расселились по разным странам по всему миру. Помимо более чем 700 000 (750000)палестинских беженцев в 1948 году, сотни тысяч стал беженцами в ходе Шестидневной войны 1967 года. После 1967 года некоторым молодым палестинским мужчинам было предложено мигрировать в Южную Америку. Вместе эти беженцы 1948 и 1967 годов составляют большую часть палестинской диаспоры. Помимо палестинцев, ставших беженцами в результате войны, некоторые эмигрировали за границу по другим причинам — возможность работы, образование и религиозные преследования. В течение десятилетия после войны 1967 года в среднем 21 000 палестинцев в год были вынуждены покинуть районы, контролируемые Израилем. Исход палестинцев продолжался в 1970-х, 1980-х и 1990-х годах.

## Население
В отсутствие всеобъемлющей переписи населения, включающей все население палестинской диаспоры и тех, кто остался на территории, когда-то известной как Подмандатная Палестина, точные цифры населения определить трудно. По данным Центрального статистического бюро Палестины (ЦСБС), число палестинцев во всем мире на конец 2003 г. составляло 9,6 млн человек, что на 800 000 больше, чем в 2001 г.
Вопрос о праве палестинцев на возвращение имеет центральное значение для палестинцев и, в более широком смысле, для арабского мира с 1948 года. Это является мечтой многих представителей палестинской диаспоры, особенно в лагерях палестинских беженцев. В крупнейшем палестинском лагере в Ливане, Айн-эль-Хильве, кварталы названы в честь галилейских городов и деревень, из которых прибыли первоначальные беженцы, такие как Аз-Зиб, Сафсаф и Хиттин. Несмотря на то, что 97 % жителей лагеря никогда не видели города и деревни, оставленные их родителями, бабушками и дедушками, большинство настаивает на том, что право на возвращение является неотъемлемым правом, от которого они никогда не откажутся.

## Численность населения
В конце 1980-х годов палестнская диаспора насчитывала 2,2-3 млн человек.
Сегодня количество палестинцев, живущих в диаспоре, оценивается в более чем 6 миллионов.
Страны за пределами палестинских территорий со значительным палестинским населением:
- Иордания 3 240 000
- Израиль 1 650 000
- Сирия 630 000
- Чили 500 000 человек (самая большая палестинская община за пределами Ближнего Востока).
- Ливан 402 582
- Саудовская Аравия 280 245
- Египет 270 245
- США 255 000 (наибольшая концентрация в Чикаго, Детройте и Лос-Анджелесе; история палестинцев в Лос-Анджелесе).
- Гондурас 250 000
- Гватемала, оценка 200 000
- Мексика 120 000
- Катар 100 000
- Германия 80 000
- Кувейт 80 000
- Сальвадор 70 000
- Бразилия 59 000
- Ирак 57000
- Йемен 55000
- Канада 50 975
- Австралия 45000
- Ливия 44000
- Пуэрто-Рико (оценка 30 000 человек)
- Греция, оценка 30 000
- Великобритания 20 000
- Перу 19000
- Дания 15000
- Колумбия 12000
- Япония, оценка 10 000
- Парагвай 10.000
- Нидерланды 9000
- Швеция 7000
- Алжир 4030
- Австрия 4010
- Норвегия 3825
- Остальная часть Латинской Америки, Индия, Россия, страны Африки к югу от Сахары и Восточная Азия имеют довольно небольшое палестинское население.

Большинство из примерно 100 000 палестинцев в Европейском союзе (ЕС) проживают в Великобритании, Дании, Франции, Германии, Греции, Италии, Нидерландах, Испании и Швеции. За пределами ЕС находятся Норвегия и Швейцария. В столице Германии Берлине находится одна из крупнейших палестинских общин за пределами Ближнего Востока, в городе проживает около 30 000-40 000 человек палестинского происхождения (~ 1 % от общей численности населения).
В Соединенных Штатах это включает в себя палестинскую общину из 800—1000 человек в Гэллапе, штат Нью-Мексико, которая активно участвует в ювелирной промышленности юго-запада этого района.